# Аэропорт Терминал 1 (станция метро, Дубай)
Аэропорт Терминал 1 (араб. لمطار- مبنى رقم 1‎) — станция метро на Красной линии Дубайского метрополитена в Дубае, обслуживающая терминал 1 Международного аэропорта Дубая.
Станция была открыта как часть Красной линии 30 апреля 2010 года. Она находится недалеко от международного аэропорта Дубая – парковка B. Станция также находится недалеко от ряда автобусных маршрутов.